# زیردریایی یو-۲۹۴
زیردریایی یو-۲۹۴ (به انگلیسی: German submarine U-294) یک زیردریایی بود که طول آن ۶۷٫۱۰ متر (۲۲۰ فوت ۲ اینچ) بود. این زیردریایی در سال ۱۹۴۳ ساخته شد.